# Joe Mantell
Pour les articles homonymes, voir Mantel.
Joe Mantell est un acteur américain, né le 21 décembre 1915 à New York, décédé le 29 septembre 2010 à Tarzana (Californie).

## Filmographie sélective
- 1949 : Le Maître du gang (The Undercover Man) : Newsboy
- 1949 : Barbary Pirate : Dexter Freeman
- 1949 : La Brigade des stupéfiants (Port of New York) : le messager
- 1949 : And Baby Makes Three : Newsboy
- 1955 : Marty : Angie
- 1956 : Au cœur de la tempête (Storm Center) : George Slater
- 1957 : Beau James (en) : Bernie Williams, Broadway producer
- 1957 : P'tite Tête de troufion (The Sad Sack) de George Marshall : Pvt. Stan Wenaslawsky
- 1958 : Onionhead : Harry 'Doc' O'Neal
- 1958-1959 : Au nom de la loi (Wanted Dead or Alive) (série TV) Saison 1 épisode 13 : Orv Daniels
- 1960 : The Crowded Sky de Joseph Pevney : Louis Capelli
- 1960: L'Homme et son double épisode de la La Quatrième Dimension (série télévisée)
- 1963 : Les Oiseaux (The Birds) : VRP au bar
- 1963 : La Quatrième Dimension (The Twilight Zone) : épisode Sam Kelly (Steel) de Don Weis (saison 5, épisode 2) : le mécanicien-soigneur
- 1966 : Mister Buddwing : 1st Cab Driver
- 1970 : De l'or pour les braves (Kelly's Heroes) : General's Aid
- 1974 : Chinatown : Walsh
- 1984 : Blame It on the Night : Attorney
- 1985 : Movers & Shakers : Larry
- 1990 : The Two Jakes : Lawrence Walsh